# Château de Delgatie
Le château de Delgatie est un château situé près de Turriff, dans l’Aberdeenshire en Écosse. Un château s’est tenu sur le site depuis l’année 1030, mais les parties les plus anciennes du château d’aujourd’hui ont été construites entre 1570 et 1579. Des ailes additionnelles et une chapelle furent ajoutés en 1743.
Le château fut retiré à Henri de Beaumont, comte de Buchan, lorsque celui-ci fut disgracié à la suite de la bataille de Bannockburn en 1314, et offert au clan Hay (qui devinrent plus tard comtes d'Eroll). Marie Stuart fut invitée au château en 1562 après la bataille de Corrichie.
Comme de nombreux châteaux, Delgatie a la réputation d’être hanté. Diverses observations d’un personnage fantomatique aux cheveux rouges, supposé correspondre à Alexandre Hay, furent reportés ici pendant la Seconde Guerre mondiale.
D’un point de vue architectural, le château comprend un donjon côtoyant une demeure et deux ailes plus récentes. On trouve un escalier en colimaçon particulièrement large et des plafonds peints datant du XVIe siècle dans certaines pièces.
Aujourd’hui, le château et ses jardins sont en la possession du Delgatie Castle Trust. Ils sont ouverts au public pendant les mois d’été et des suites au sein du château lui-même et certaines petites maisons faisant partie de la propriété sont disponibles pour être louées.